# محمد ناصر هاشم
محمد ناصر هاشم (بالملايوية: Mohd Nasir Hashim)‏ هو سياسي ماليزي، ولد في 1947. نشط حزبياً في Socialist Party of Malaysia ‏.